# Zither-Manä

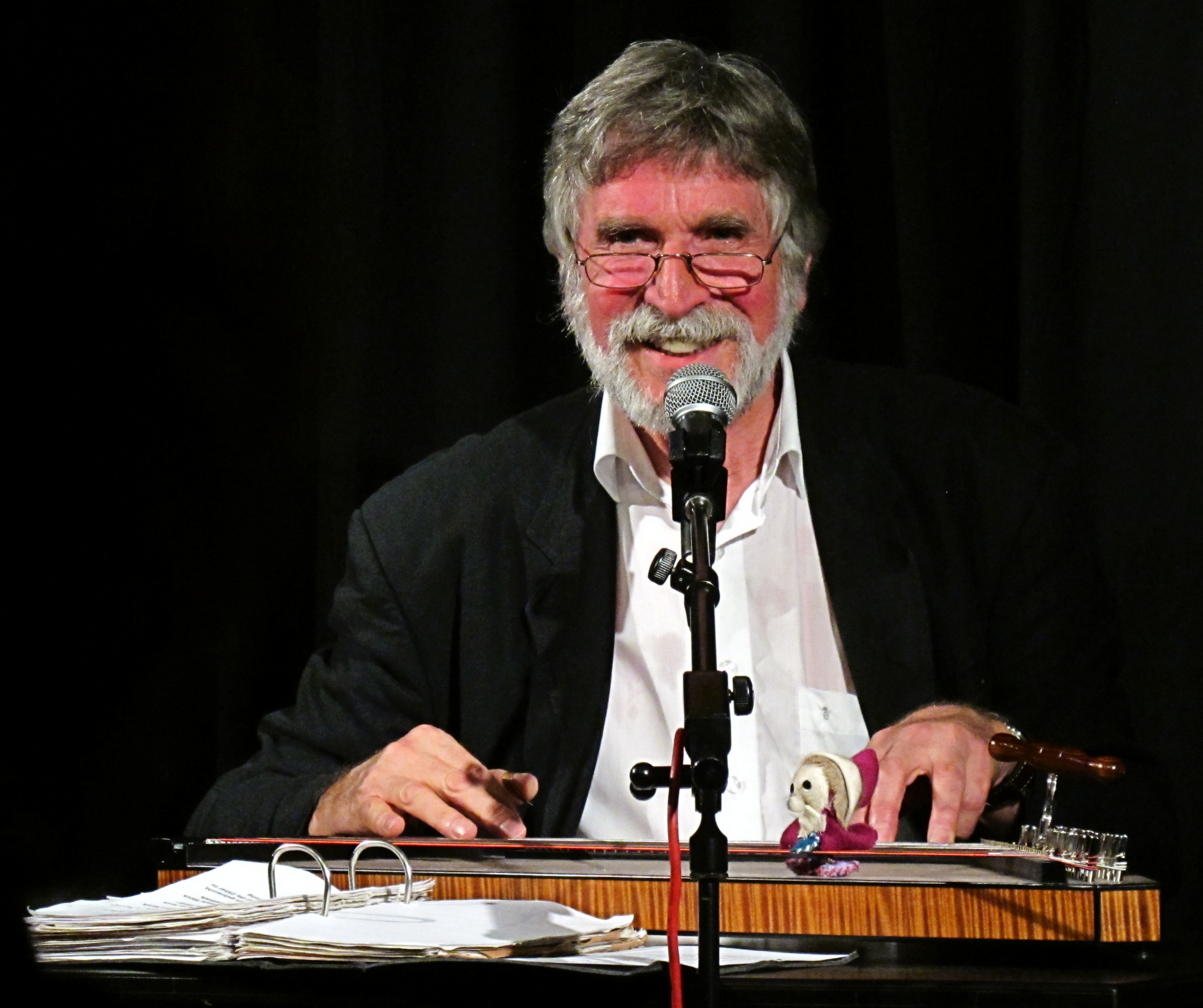
2010 in Steinebach am Wörthsee

Der Zither-Manä (* 6. März 1947 in München als Manfred Zick) ist ein bayerischer Zitherspieler, pensionierter Berufsschullehrer und ein Vertreter der sogenannten Neuen Volksmusik.

## Leben und Karriere
Bereits im Alter von neun Jahren erlernte er zunächst das Zither-, später das Gitarrespielen. Erste Bühnenerfahrung sammelte er im volkstümlichen Bereich, als er zusammen mit seinem Vater als Gitarrist auftrat. Nach der Mittleren Reife (heute: Realschulabschluss) begann er am Münchener Polytechnikum zu studieren, um später für einen Diplomstudiengang an die Technische Universität zu wechseln. Sein Ingenieurstudium der Elektroakustik finanzierte er als Rockmusiker. Nach einem ergänzenden Lehramtsstudium für Quereinsteiger begann er 1974/75 seine Beamtenlaufbahn als Referendar am Staatlichen Studienseminar Südbayern. Danach arbeitete der verbeamtete Berufsschullehrer bis zu seinem Vorruhestand im Jahr 2010 als Mathematik- und EDV-Lehrer sowie in der Lehrerfortbildung, zuletzt in der Position eines Studiendirektors. Daneben betrieb er weiterhin seine Karriere als Musiker. Zu seinen musikalischen Vorbildern zählt er so widersprüchliche musikalische Persönlichkeiten wie Chuck Berry, Freddy Quinn, Hannes Wader, Dieter Süverkrüp, Kiem Pauli und den Kraudn Sepp.
Der Zither-Manä war zunächst als Interpret von Volksmusik unterwegs, bis es am 6. Januar 1980 im Gasthof Nägele in Wörnsmühl bei Miesbach zu einer Session mit zwei Rockgitarristen kam. Der Zither-Manä erkannte die Möglichkeiten, die Zither als Improvisationsinstrument für Rock- und Bluesmusik zu nutzen. Das erste Solokonzert mit der Mischung aus traditioneller Volksmusik und Anleihen aus der Rockmusik und dem typischen Zither-Manä-Sound der elektronisch verstärkten und verzerrten Zither erfolgte in der Liederbühne Robinson in München.
Ab 1988 arbeitete der Zither-Manä hauptsächlich mit dem Bassisten H. H. Babe alias Hartmut Hotzel zusammen. Seit 2007 ist er nur noch solo auf Tournee. 2012 erhielt er die „Goldene Zither“, ein Ehrenpreis für seine Verdienste um die Weiterentwicklung der Zither und der Technik. Die Laudatio kam von Günther Sigl von der Spider Murphy Gang.

## Zitate
- „Erdäpfe gibts desweg’n, damit de arma Leit a jemand’n d’Haut abziagn kenna.“ (Deutsch: Kartoffeln gibt es, damit auch arme Leute jemandem die Haut abziehen können.)

## Auszeichnungen

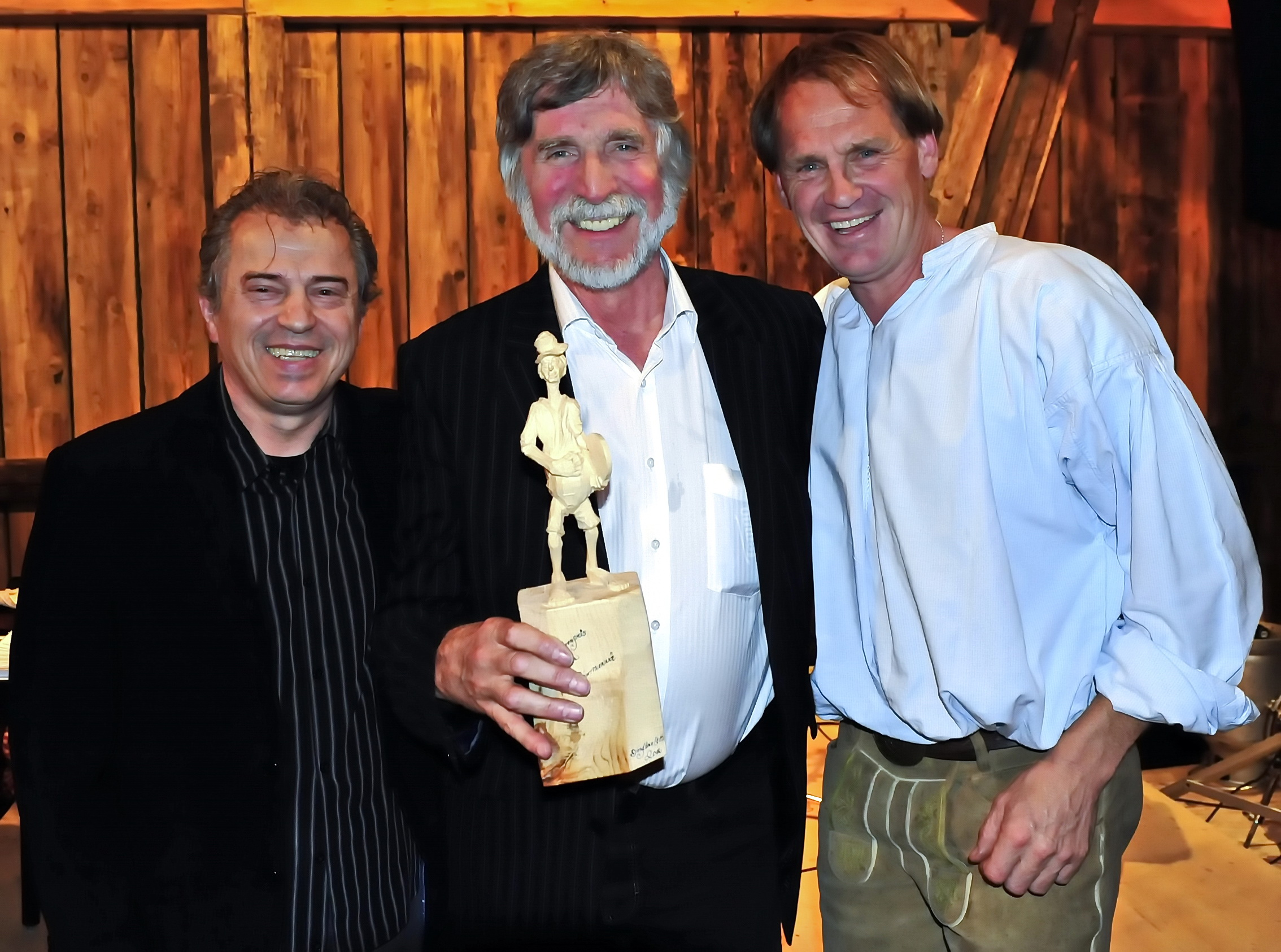
Goldene Zither an Zither-Manä, Günther Sigl (links), Markus Wasmeier (rechts)

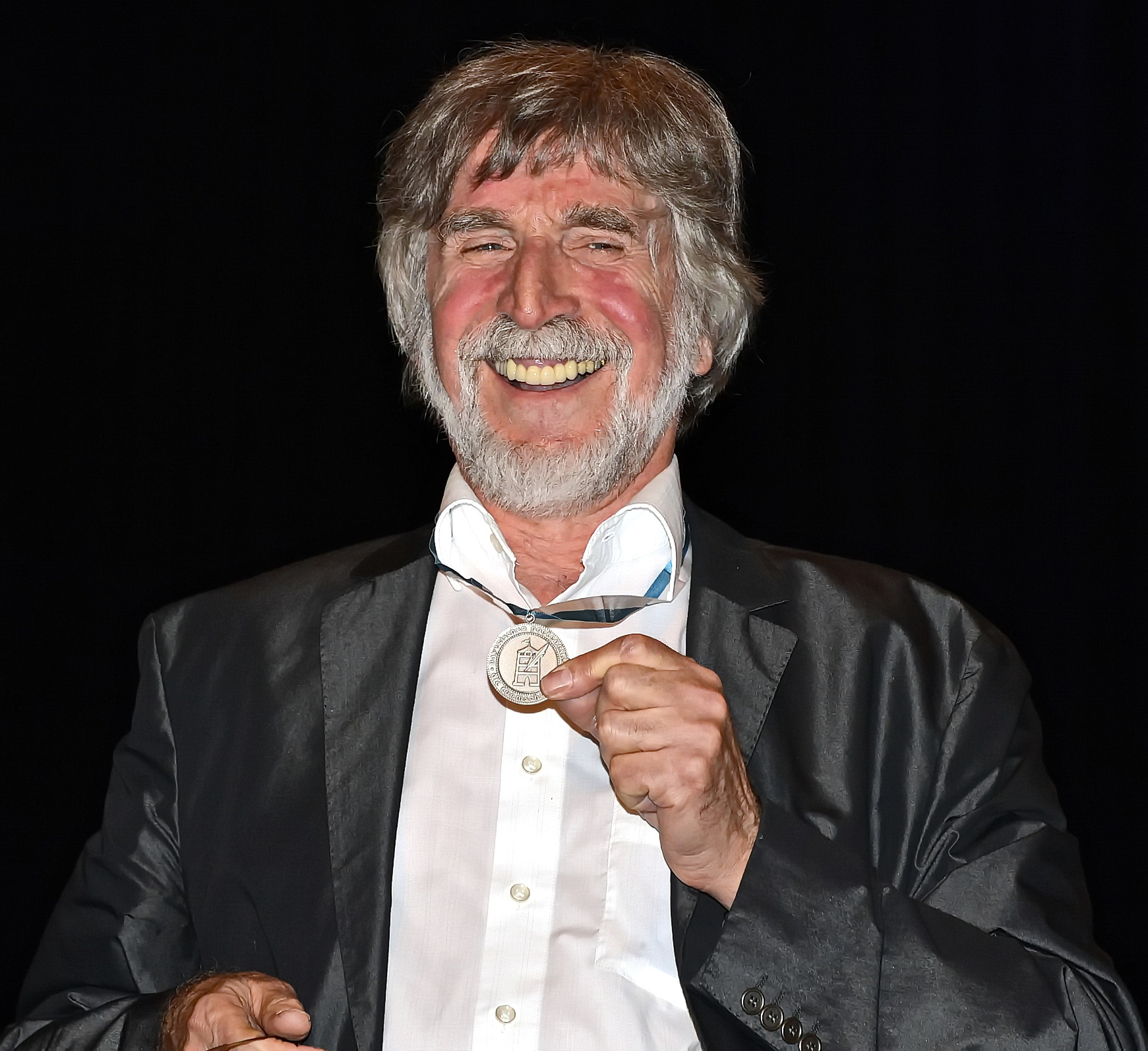
Bayerischer Poetentaler 2013 an Zither-Manä

- 1999: Grüner Wanninger, Alternativer Kulturpreis der Grünen im Bezirkstag Oberbayern
- 2003: Bernt-Engelmann-Preis der SPD im Landkreis Miesbach
- 2012: Goldene Zither
- 2013: Bayerischer Poetentaler der Münchner Turmschreiber

## Diskografie
mit H.H.Babe:
- 1988: Uns kon nix passiern, LP/MC, Tollton Records
- 1993: Heavy Volksmusik, CD/MC, Ziro Records
- 1998: Endzeit für Götter, CD, Ziro Records
- 2000: 20 Jahre – Zither-Manä – Seine größten Erfolge (1980–2000), CD, Bogner Records

Zither-Manä solo:
- 1981: Zither-Manä, LP/MC, Ariola
- 1984: Rock, Blues, Boogie, LP/MC, Bogner Records
- 1998: Alpenrock (Sampler), CD, Ariola
- 2009: Zither Manä 2 - Rock, Blues, Boogie, CD/MC, Bogner Records
- 2013: Coole Zeid, CD, Ziro Records